# 哥斯达黎加—墨西哥关系
哥斯达黎加－墨西哥关系（西班牙語：Relaciones México-Costa Rica）是指墨西哥和哥斯达黎加之间的双边关系。两国于1838年建交。墨西哥与哥斯达黎加两国均在对方首都设立了大使馆。两国均为加勒比国家联盟、拉美和加勒比国家共同体、美洲国家组织、伊比利亚－美洲国家组织和联合国的成员。

## 概况
历史上，两国均曾经隶属于西班牙帝国的殖民地新西班牙總督轄區，后于1821年独立，哥斯达黎加曾经是墨西哥第一帝国的一部分，直到1823年因哥斯达黎加加入中美洲聯合省而成为独立国家，
1948年，哥斯达黎加发生内战，战争中，墨西哥、智利、美国与巴拿马等国驻哥斯达黎加大使在墨西哥驻哥斯达黎加大使馆达成协议，一致同意促成交战双方民族解放军与哥斯达黎加政府达成和解，该协议被称为“墨西哥大使馆协议”，在墨西哥等国的协调下，哥斯达黎加于1948年4月结束战争状态，进入第二共和国时期。冷战期间的墨西哥也曾经为哥斯达黎加持不同政见者提供了庇护。

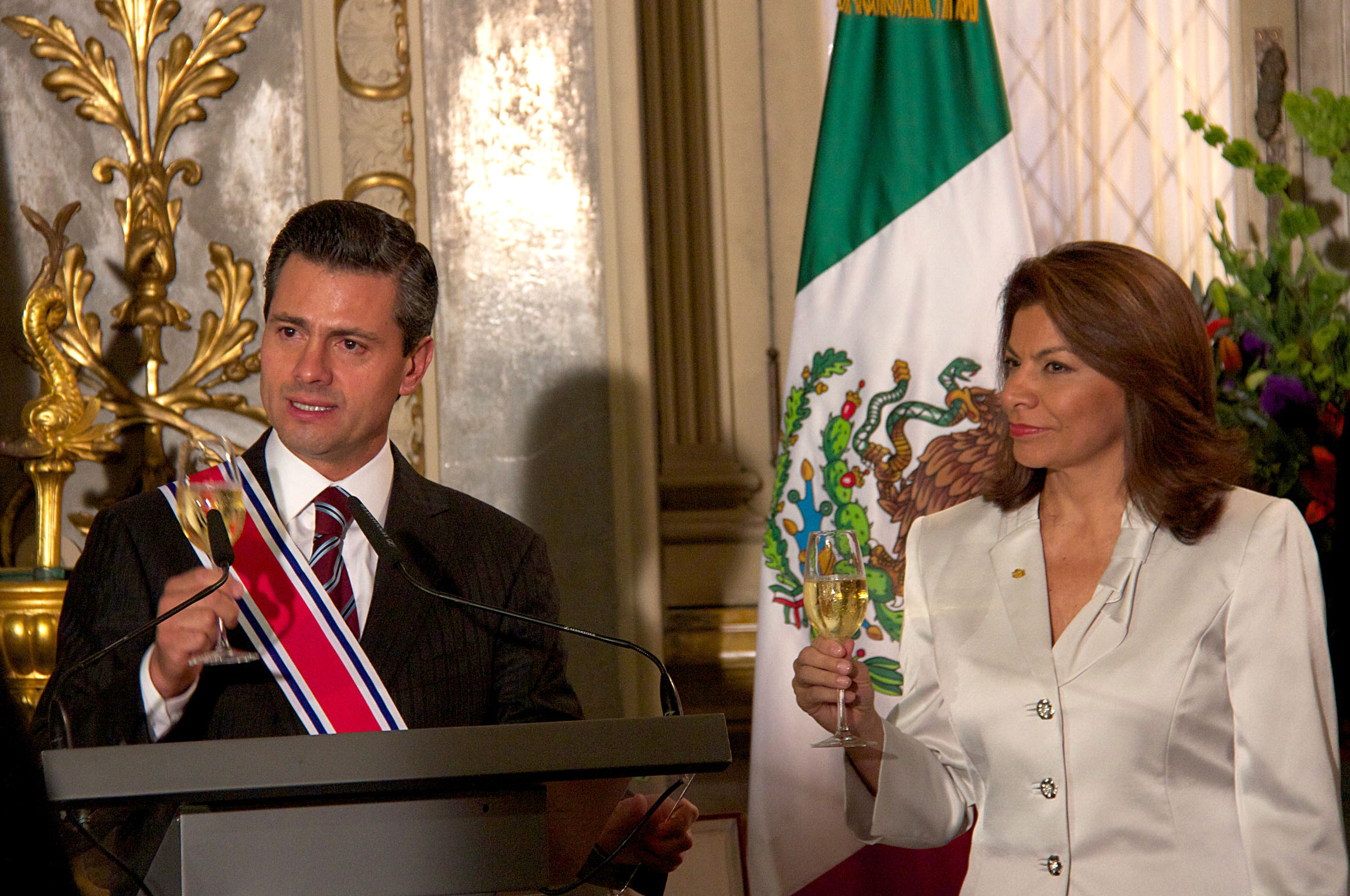
哥斯达黎加总统劳拉·钦奇利亚与墨西哥总统恩里克·佩尼亞·涅托

相对于北边治安不佳的邻国危地马拉、萨尔瓦多、洪都拉斯、尼加拉瓜，哥斯达黎加社会秩序稳定、治安良好、文教水平较高，吸引了一些墨西哥人前来定居，自1970年以来，相继有墨西哥人移民至哥斯达黎加，至2010年，哥斯达黎加已经拥有墨西哥裔移民7,500人。
在政治上，墨西哥与哥斯达黎加均支持中美洲恢复和平稳定，在两国的努力下，1987年，中美洲五国签署了《埃斯基普拉斯协定》，结束了长期的动乱。进入21世纪，墨西哥也支持哥斯达黎加加入亚太经合组织与太平洋联盟等国际组织。

## 旅行与签证

### 簽證

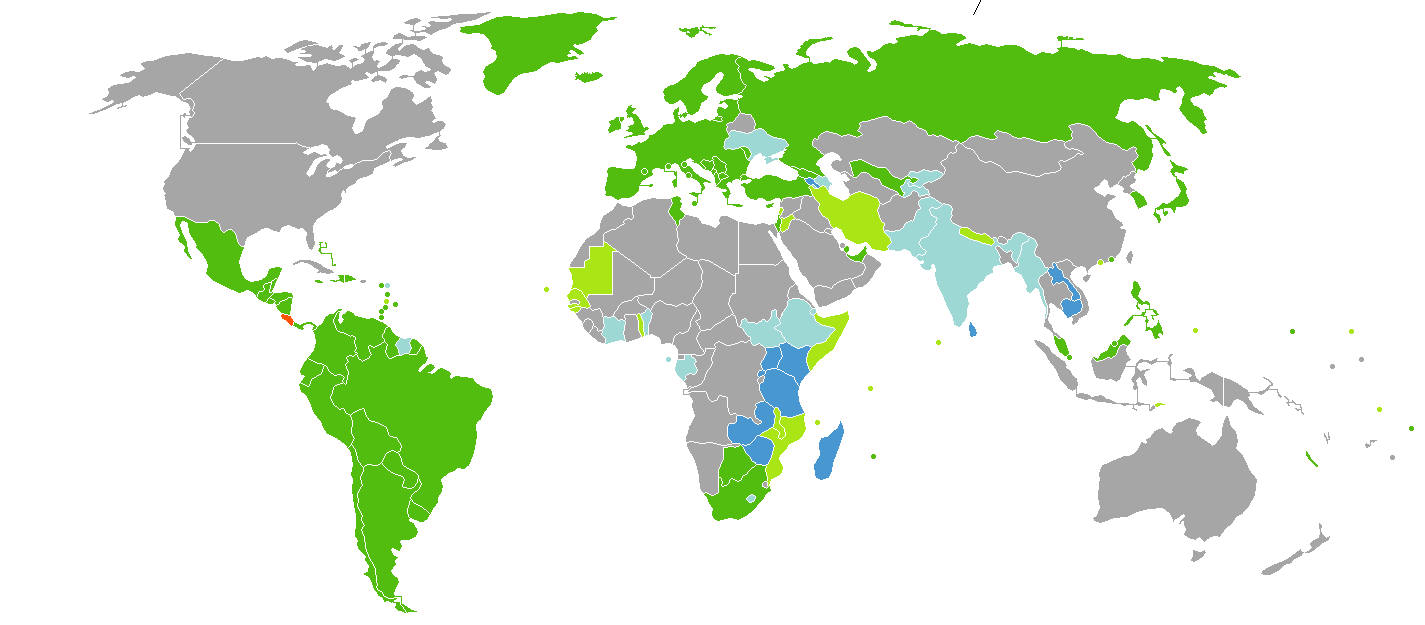
持哥斯达黎加護照的哥斯达黎加公民簽證要求分布圖：入境墨西哥可以免簽證。

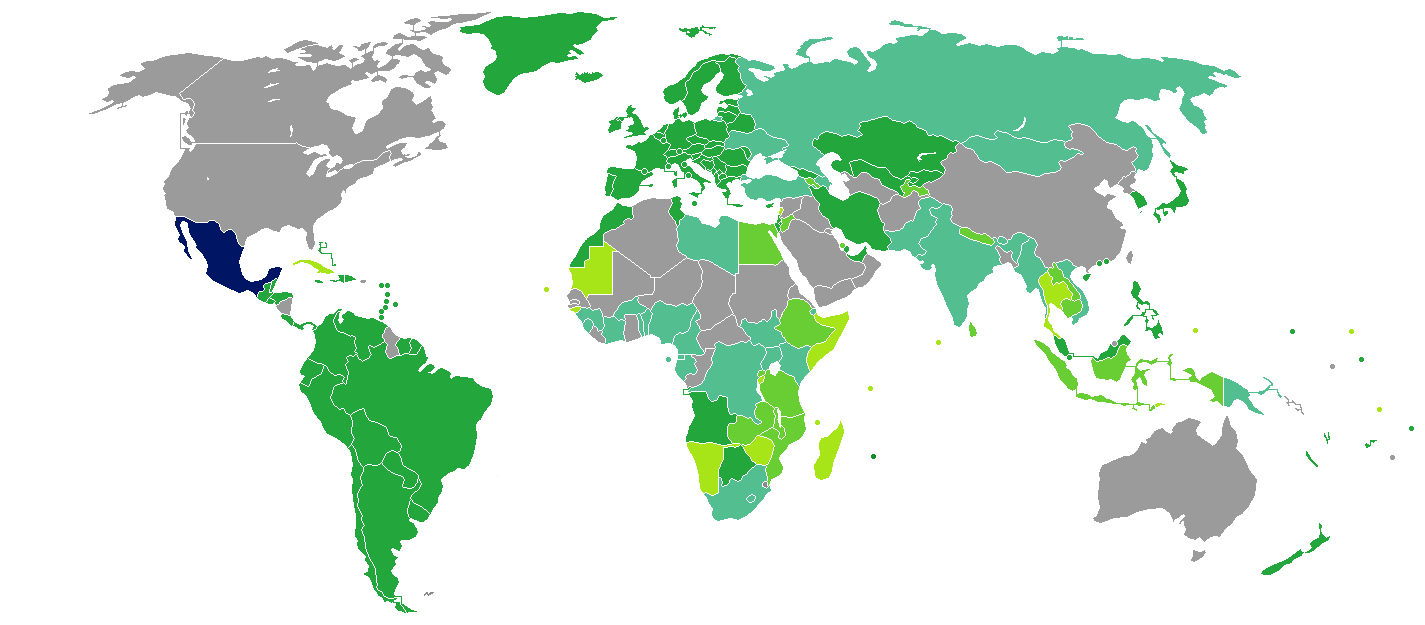
持墨西哥護照的墨西哥公民簽證要求分布圖：入境哥斯达黎加可以免簽證。

两国相互免签证，持哥斯达黎加護照的哥斯达黎加公民以旅遊、商務为目的入境墨西哥可以免签证停留180天。持墨西哥護照的墨西哥公民也可以免签证入境哥斯达黎加，停留最多90天。
至2017年，墨西哥是哥斯达黎加第四大游客来源国，访问哥斯达黎加的墨西哥人达106,783人次，仅次于美国、尼加拉瓜及加拿大。

## 经贸关系
两国于1995年签署自由贸易协定，2018年，双边贸易额达到13亿美元。其中，哥斯达黎加主要向墨西哥出口电脑软体、元件及棕榈油，而墨西哥则主要向哥斯达黎加出口电视、机械及牛油果等。墨西哥大型企业美洲电信、
西麦斯、等也在哥斯达黎加拥有分社。